# Lyman
Lyman (tiếng Ukraina: Лиман, tiếng Nga: Лиман), trước đây còn gọi là Krasnyi Lyman (tiếng Ukraina: Красний Лиман, n.đ. 'Lyman đỏ') tiếng Nga: Красный Лиман) từ năm 1925 tới năm 2016, là một thành phố ở Tỉnh Donetsk , Ukraina . Về mặt hành chính, nó được kết hợp như một thành phố có ý nghĩa quan trọng . Cho đến năm 2016, nó cũng từng là trung tâm hành chính của Lyman Raion, mặc dù nó không phải là một phần của raion. Nó vẫn đóng vai trò là trung tâm hành chính của Lyman hromada . Dân số là 20.066 (ước tính năm 2022),  giảm từ 28.172 vào năm 2001. Vào tháng 10 năm 2022, sau hai trận chiến trong cuộc xâm lược Ukraina của Nga , dân số được chính quyền ước tính là khoảng 5.000 người.

## Lịch sử
Các nhà khảo cổ đã phát hiện ra những tác phẩm điêu khắc bằng đá thời kỳ đồ đá mới ở quận Lyman và di tích của người Scythia từ thế kỷ thứ tư và thứ ba trước Công nguyên. Theo tiếng Nga Entsiklopedicheskii slovar (tập 34, trang 687) vào thế kỷ XVII, một pháo đài đã được xây dựng ở đó để bảo vệ biên giới phía nam của Sloboda Ukraina khỏi các cuộc tấn công của người Tatar Krym . Nó được đề cập lần đầu tiên trong các tài liệu vào giữa những năm 1600. Trong quá trình cải cách hành chính được thực hiện vào năm 1708 bởi Sa hoàng Nga Peter I , Lyman được đề cập rõ ràng là một trong những thị trấn được đưa vào Tỉnh Azov . Thị trấn đã được trao tiền tố Krasnyi ("đỏ") vào năm 1925 cho các mục đích ý thức hệ của chế độ Xô viết .

### Chiến tranh Nga-Ukraina
Vào tháng 6 năm 2014, thành phố là nơi diễn ra trận Krasnyi Lyman trong cuộc chiến ở Donbas . Vào ngày 5 tháng 6, thị trấn trở lại quyền kiểm soát của Ukraina.
Theo luật giải trừ cộng đồng năm 2015 , thành phố trở lại tên ban đầu là Lyman , loại bỏ tên đầu Krasnyi . Sự thay đổi đã được Verkhovna Rada (quốc hội Ukraina) thông qua vào ngày 4 tháng 2 năm 2016.
Lyman là một ngã ba đường sắt quan trọng. Trong cuộc xâm lược Ukraina năm 2022 của Nga , Lyman đã bị chiếm đóng sau trận chiến giành thành phố của quân đội Nga vào ngày 27 tháng 5. Những người chiếm đóng Nga đã đổi tên thành phố trở lại thành Krasnyi Liman của Liên Xô ngay sau đó. Từ ngày 10 tháng 9, quân đội Ukraina tiến đến Lyman như một phần của cuộc phản công Kharkiv của Ukraina , và giao chiến với quân đội Nga trong trận được gọi là Trận Lyman lần thứ hai . Ngày 1 tháng 10, Bộ Quốc phòng Nga Người phát ngôn tuyên bố rằng các lực lượng Nga đang rút khỏi thành phố, vài giờ sau khi tổng thống Nga Vladimir Putin tuyên bố thành phố này bị Nga sáp nhập .

## Ngành Công Nghiệp
Lyman là đầu mối đường sắt quan trọng, chuyên chở tới 30% lượng hàng hóa trên hệ thống đường sắt Donetsk. 35% cư dân làm việc trong ngành vận tải đường sắt và 18% trong ngành công nghiệp. Các doanh nghiệp vận tải đường sắt bao gồm văn phòng địa phương của Cục quản lý đường sắt Donetsk, trạm động cơ đường ray PMS-10, kho đầu máy ТЧ-1, kho ô tô РПЧ-3, cùng nhiều địa điểm và đoạn đường bảo trì. Các ngành công nghiệp khác bao gồm chế biến thực phẩm, nhà máy thức ăn chăn nuôi, quản lý mỏ đá, nhà sản xuất bê tông Leman-Beton và các ngành khác.
Hơn 80 doanh nghiệp nông nghiệp hoạt động trong khu vực. Ngành kinh doanh lâm nghiệp và chăn nuôi là một trong những ngành quan trọng nhất ở Ukraine. Hơn 40.000 tấm da chồn được sản xuất tại Lyman hàng năm. Ngoài ra còn có một chi nhánh của công ty năng lượng 000 Donbasnefteprodukt. Các ngành công nghiệp khác bao gồm nhà máy gạch silicat, nhà máy bê tông và nhựa đường, và nhà máy đóng hộp thực phẩm.

## Nhân khẩu học
Theo điều tra dân số Ukraina năm 2001 :
Các nhóm dân tộc
- Người Ukraina : 84,4%
- Người Nga : 13,8%
- Người Belarus : 0,6%

## Thị trấn kết nghĩa
Vào ngày 11 tháng 1 năm 2023 Westport, Connecticut chính thức công bố Lyman là thành phố kết nghĩa của họ.